# Оно-Блері-Сен-Семфор'ян
Оно-Блері-Сен-Семфор'ян (фр. Auneau-Bleury-Saint-Symphorien) — муніципалітет у Франції, у регіоні Центр — Долина Луари, департамент Ер і Луар. Оно-Блері-Сен-Семфор'ян утворено 1 січня 2016 року шляхом злиття муніципалітетів Оно i Блері-Сен-Семфор'ян. Адміністративним центром муніципалітету є Оно. Населення — 6288 осіб (01.01.2021).